# 皱叶黄细心
皱叶黄细心（学名：Boerhavia crispa）为紫茉莉科黄细心属下的一个种。

## 扩展阅读
- 維基物種上的相關：皱叶黄细心